# Wenn sie nur kochen könnte
Wenn sie nur kochen könnte (Originaltitel: If You Could Only Cook) ist eine US-amerikanische Screwball-Komödie aus dem Jahr 1935 von William A. Seiter mit Herbert Marshall und Jean Arthur in den Hauptrollen. Das Drehbuch basiert auf einer Originalstory von F. Hugh Herbert.

## Handlung
Jim Buchanan, der Chef eines großen Automobilherstellers, beschließt, Urlaub zu machen, als der Vorstand des Unternehmens sich weigert, seinen Plänen für ein schickes neues Autodesign zuzustimmen. Jim verlässt den Betrieb und wandert in einen Park, wo er die arbeitslose Joan Hawthorne trifft, die sorglose Tochter eines College-Professors, die verzweifelt nach einem Job sucht und annimmt, dass auch er arbeitslos ist. Sie unterhalten sich, und Jim stimmt zu, mit Joan zu gehen, um sich um eine Stelle als Butler- und Koch-Ehepaar im Rossini-Anwesen zu bewerben.
Joan ist eine wunderbare Köchin, und Mike Rossini, ein ehemaliger Schwarzhändler, stellt sie ein. Joan und Jim bekommen jedoch nur ein Zimmer mit einem Bett, sodass Jim gezwungen ist, auf der hinteren Veranda zu schlafen. Später schleicht sich Jim hinaus, um von seinem eigenen Butler Jennings Unterricht im Servieren zu erhalten, obwohl Mikes ungehobelten Gangsterfreunden seine mangelnde Erfahrung nicht auffällt. Mikes Leibwächter Flash erzählt ihm, dass Jim auf der Veranda schläft, und Mike beginnt, Joan viel Aufmerksamkeit zu schenken, was Jim eifersüchtig macht und ihn mit Kündigung drohen lässt. Um Joan zu beeindrucken, schleicht sich Jim in sein Büro, um seine Zeichnungen zu holen, damit sie seinen Wert erkennen kann. Joan ist beeindruckt und versucht, die Pläne an Balderson von der Atlas-Firma zu verkaufen. Balderson erkennt die Zeichnungen als Jims Eigentum und lässt Joan verhaften.
Unterdessen ist Jim überzeugt, dass die Absage seiner Hochzeit mit der mondänen Evelyn Fletcher das Vertrauen der Aktionäre in ihn erschüttern würde. Jim hinterlässt Joan einen Abschiedsbrief, aber Mike und Flash finden ihn zuerst und planen, Jim zu entführen. Jim wird von seiner Hochzeit mit Evelyn entführt. Rossini und seine Männer bringen Jim mit vorgehaltener Waffe nach Hause und holen einen Friedensrichter, der Jim und Joan trauen soll. Joan weigert sich und schließt sich in ihrem Zimmer ein, aber Jim ist von dem Plan begeistert. Da Rossinis Männer dabei beobachtet wurden, wie sie ihn entführten, erpresst er die Bande, sie zu überreden, ihre Meinung zu ändern. Vor Joans Zimmer gibt Rossini vor, mit Jim zu streiten, Flash feuert seine Waffe in die Luft und Jim bricht auf dem Boden zusammen und tut so, als sei er getroffen worden. Die Täuschung funktioniert, Joan öffnet die Tür und eilt an seine Seite.

## Hintergrund
Gedreht wurde der Film vom 26. September bis zum 22. Oktober 1935.
Laut Frank Capras Autobiografie wurde dieser Film während seiner Aufführung in London fälschlicherweise als „eine Produktion von Frank Capra“ beworben. In seiner Autobiografie erklärte Capra, er habe nichts mit dem Film zu tun gehabt und Columbia-Präsident Harry Cohn habe den Schwindel begangen, um aus Capras Popularität in England nach Es geschah in einer Nacht Kapital zu schlagen. Laut modernen Quellen verklagte Capra Columbia wegen Verleumdung. Erst als Cohn versprach, die Rechte an dem Stück You Can’t Take It With You zu kaufen, wurde der Rechtsstreit beigelegt.
Stephen Goosson oblag die künstlerische Leitung.

## Veröffentlichung
Die Premiere des Films fand am 26. Dezember 1935 in New York statt. 1937 kam er in Österreich in die Kinos. In der Bundesrepublik Deutschland wurde er am 1. Oktober 1977 im deutschen Fernsehen ausgestrahlt.

## Kritiken
Der Filmkritiken-Aggregator Rotten Tomatoes hat in einer Auswertung von über 100 User-Kritiken ein Publikumsergebnis von 54 Prozent positiver Bewertungen ermittelt.
Der Kritiker der The New York Times befand, die Struktur der Produktion sei zu uneinheitlich. Es gebe Lacher, aber es fehle an Tempo. Er lobte die Leistungen von Marshall, Carrillo und Stander, meinte jedoch, dass Jean Arthur, eine wirklich vielseitige Darstellerin, der Rolle des Mädchens nicht ganz den Glanz verleihen könne, den sie möglicherweise verdient hätte.
Graham Greene schrieb in der britischen Zeitschrift The Spectator, der Film würde mehr Witz haben, wenn der Hauptdarsteller Marshall weniger ernst, weniger eingebildet und weniger humorlos gewesen wäre.
Das Lexikon des internationalen Films schrieb: „Eine turbulente und unterhaltsame kleine Hollywood-Komödie voller skurriler Verwicklungen.“